# ガイウス・リキニウス・ムキアヌス
ガイウス・リキニウス・ムキアヌス（ラテン語: Gaius Licinius Mucianus, 1世紀頃）はローマ帝国の将軍・政治家。ネロ死後のローマの混乱に際してウェスパシアヌスを擁立し、その覇業を助けた。名将として知られたコルブロの配下の一人であり、主にパルティア方面での防衛を受け持つ指揮官であった。

## 生涯
55年頃、皇后メッサリナとの姦通の嫌疑でアルメニアへ左遷、司令官コルブロの配下となっていることと65年にコンスル職に当選しているが資料から見える。66年のユダヤ戦争の時点では、彼はシリア属州の総督となっており、ユダヤ人の反乱を鎮圧に手間取り、ウェスパシアヌスがローマから派遣されてきた。以降ウェスパシアヌスがユダヤ戦争の指揮を取る。そして68年にネロが自死、遠く西方のヒスパニアの総督ガルバが皇帝として名乗りを挙げる。
68年からの内戦時はシリア属州総督の地位にあり、パルティア対策のために指揮下に多くの兵力を抱えていたことと、名声のあったコルブロの流れを汲むと見なされていたため、アウルス・ウィテッリウスに敗れたドナウ軍団から皇帝に推挙されたが、ムキアヌスはそれを断ってウェスパシアヌスを推薦した。
互いに実力を認め合い、皇帝として推薦したものの、当初エリート軍人で名門貴族出身であったムキアヌスと父の職業すら定かでない叩き上げの平民出身だったウェスパシアヌスは互いに反目しあう存在であった。しかし、ウェスパシアヌスの長男で円満な性格の持ち主であったティトゥスが間に入って両者の関係を取り持ったという。
ウェスパシアヌスが帝位争いに正式に参加し始めると、ウェスパシアヌス自身は戦略上と経済上の要地であったエジプトに留まり、ユダヤ戦争をウェスパシアヌスの長男ティトゥスが担当し、ムキアヌスは軍団を率いてバルカン半島を北上してローマへと進軍した。
途中、外敵の侵攻を食い止めるために戦っていた間にマルクス・アントニウス・プリムス率いるドナウ軍団が暴走し、ローマにいた皇帝ウィテッリウスを殺害するなどの出来事があったが、ムキアヌスは素早くローマに入城して混乱を収拾し、炎上したユピテル神殿を再建して平和の復活の象徴とした。
その後、ウェスパシアヌスがローマに到着するまでに元老院を掌握し、事実上の最高執政者としての役割を果たしたのはムキアヌスであったという。その後も皇帝ウェスパシアヌスと共に何度も執政官に就任してよく補佐したが、彼の役割は次第にティトゥスへと譲られ、史書に名前が登場しなくなる。このため、これほどの重要人物でありながら没年も定かではない。
また、ムキアヌスの残した数々の共和政ローマの演説文書、手紙は数多く現存し、当時を知るための第一級の資料となっている。